# Berlin-Nordend
Nordend ist eine Ortslage im Berliner Ortsteil Rosenthal des Bezirks Pankow. Als Nordend wird der Bereich zwischen der Nordendstraße und der Straße 52b im Süden, dem Zingergraben im Westen, der ehemaligen Trasse der Industriebahn Tegel–Friedrichsfelde im Norden sowie dem Nordgraben im Osten bezeichnet.

## Geschichte

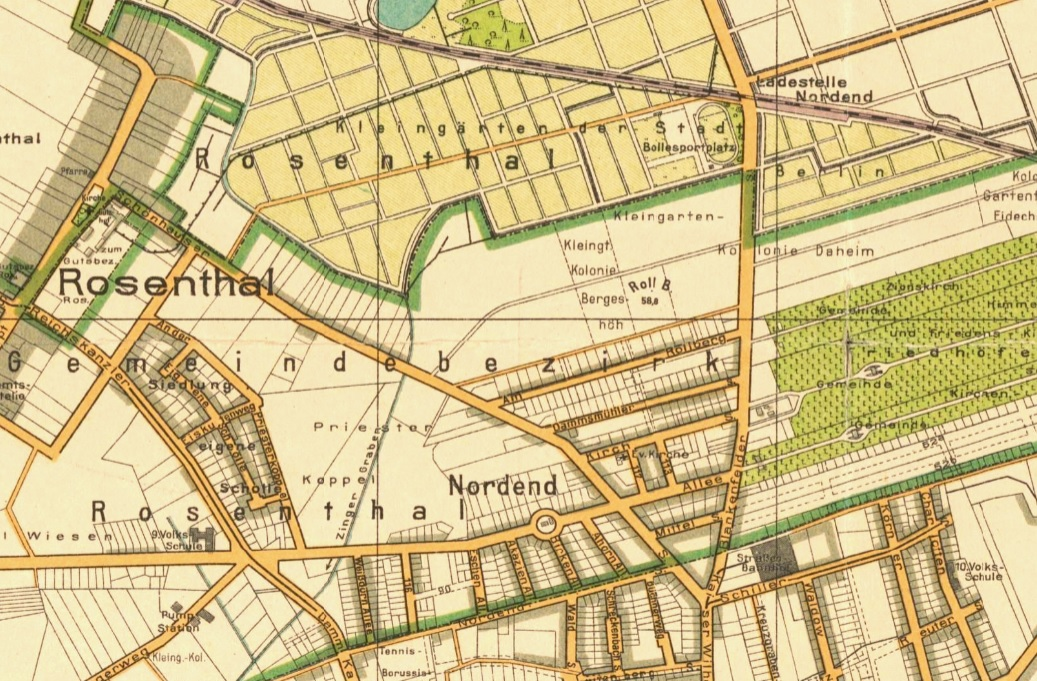
Nordend auf dem Plan des Bezirks Pankow (Stand 1929)

Die Landhauskolonie Nordend entstand 1871 bis 1874 in der Landgemeinde Rosenthal im Kreis Niederbarnim an der Grenze zu Niederschönhausen auf Flächen, die die Terraingesellschaft Berliner Nordend-Actien-Gesellschaft erworben hatte. Der Aktienschein von 1872 weist 100 Taler (300 Reichsmark) als Kaufpreis aus. Vorher war dies ein bevorzugtes Manövergelände auf der Rosenthaler Feldmark. Es wurde dringend Wohnraum benötigt, so kauften Landwirte, Handelsleute und Dienstleister Bauland und die Landhauskolonie Nordend wuchs in den folgenden Jahrzehnten weiter.
Gärtnereien siedelten sich an und ein kleines dörfliches Zentrum entwickelte sich um den Kronprinzenplatz, an dem auch eine Schule errichtet wurde, deren Gebäude erhalten ist. Die um 1898 entstandenen Bauernhöfe an der Kastanienallee hatten zur Straße hin Vorgärten („Vordergärten“ genannt), auf der straßenabgewandten Seite gab es Scheunen, Felder und Remisen.
Im Jahr 1871 waren in Nordend rund 100 Einwohner gemeldet, 1885 waren es 139, 1895 459 und im Jahre 1905 hatte Nordend 997 Einwohner. Für die Kolonie Nordend wurde am Anfang des 20. Jahrhunderts auch die Bezeichnung Rosenthal III verwendet; Rosenthal I bezeichnete Wilhelmsruh und Rosenthal II das Dorf Rosenthal.
Mit der Bildung von Groß-Berlin im Jahr 1920 kam die Landgemeinde Rosenthal mit Nordend zum Verwaltungsbezirk Pankow. In den 1930er Jahren wurden weitere Wohngebäude in Nordend errichtet, darunter das denkmalgeschützte Wohnhaus Am Rollberg 3 nach Plänen des Architekten Heinrich Möller. Nachdem es seit den 1930er Jahren zum Ortsteil Niederschönhausen gehört hatte, wurde Nordend nach dem Zweiten Weltkrieg wieder dem Ortsteil Rosenthal zugeordnet.
Nordend hat seine Einwohnerzahl seit 1990 durch rege Neubautätigkeit nahezu verdoppelt.

## Lage
Nach Norden begrenzen die Blankenfelder Rieselfelder, im Osten die zum Ende des 19. Jahrhunderts angelegten Friedhöfe, die Ortslage. Im Westen liegen die Rosenthaler Kleingartenanlagen und im Süden das städtische Gebiet von Niederschönhausen.
Nordend gehört zum Ortsteil Rosenthal des Bezirks Pankow. Andererseits erfolgte im Bezirk eine Zuordnung nach Lebensweltlich orientierten Räumen (LOR) zum Planungsraum „09 Niederschönhausen“ und „10 Herthaplatz“ in der LOR-Bezirksregion „02 Blankenfelde/Niederschönhausen“. LOR sind nach statistischen Gesichtspunkten zusammengefasste Gebiete im Bundesland Berlin.

## Sehenswürdigkeiten
- Straßenbahndepot Nordend: der im Ortsteil Niederschönhausen gelegene Straßenbahnhof Nordend war zwischen 1901 und 2001 das Endziel Schillerstraße der Straßenbahn nach Niederschönhausen[1]

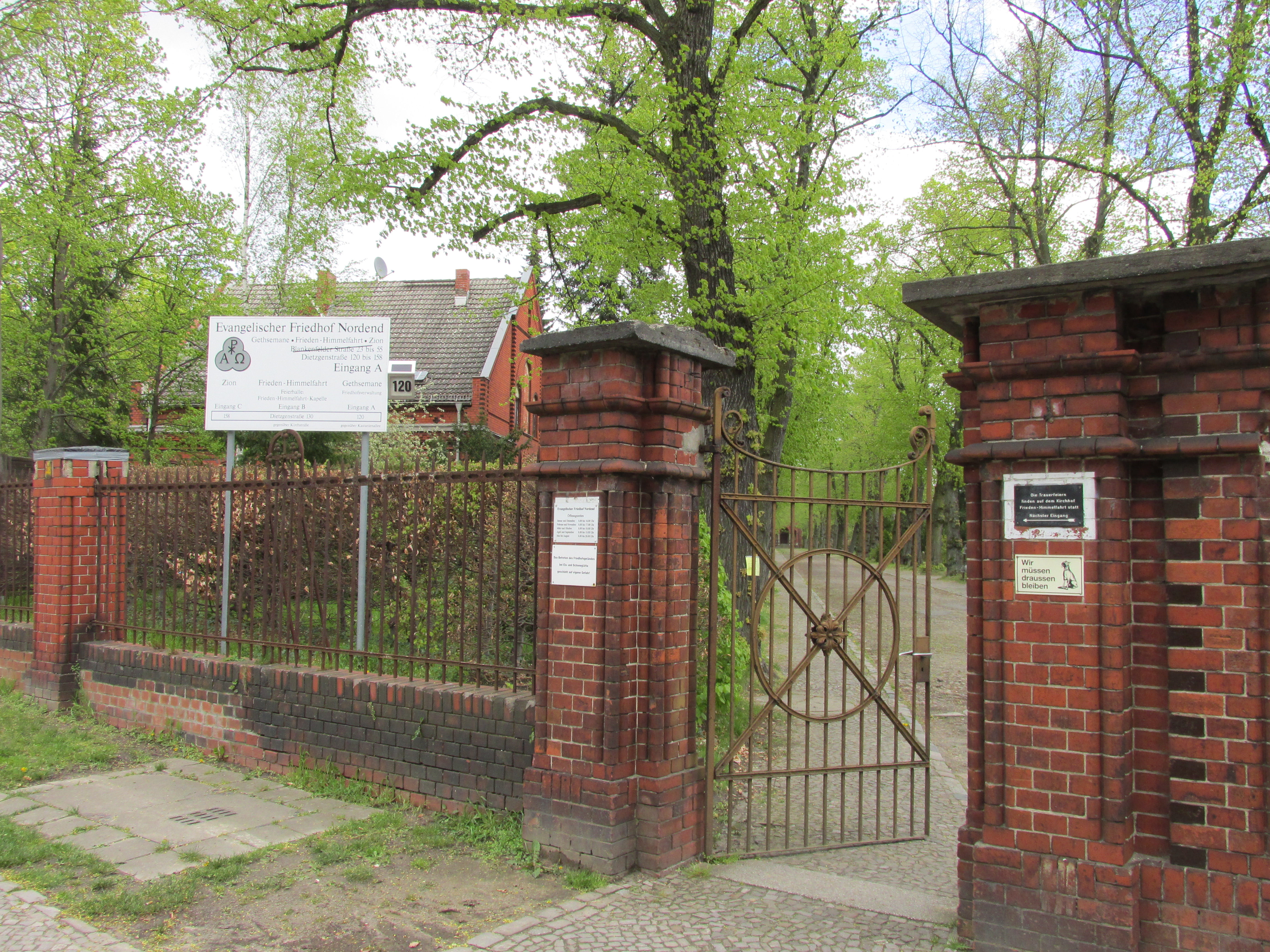
Haupteingang zum Friedhof Nordend, Dietzgenstraße 120–158

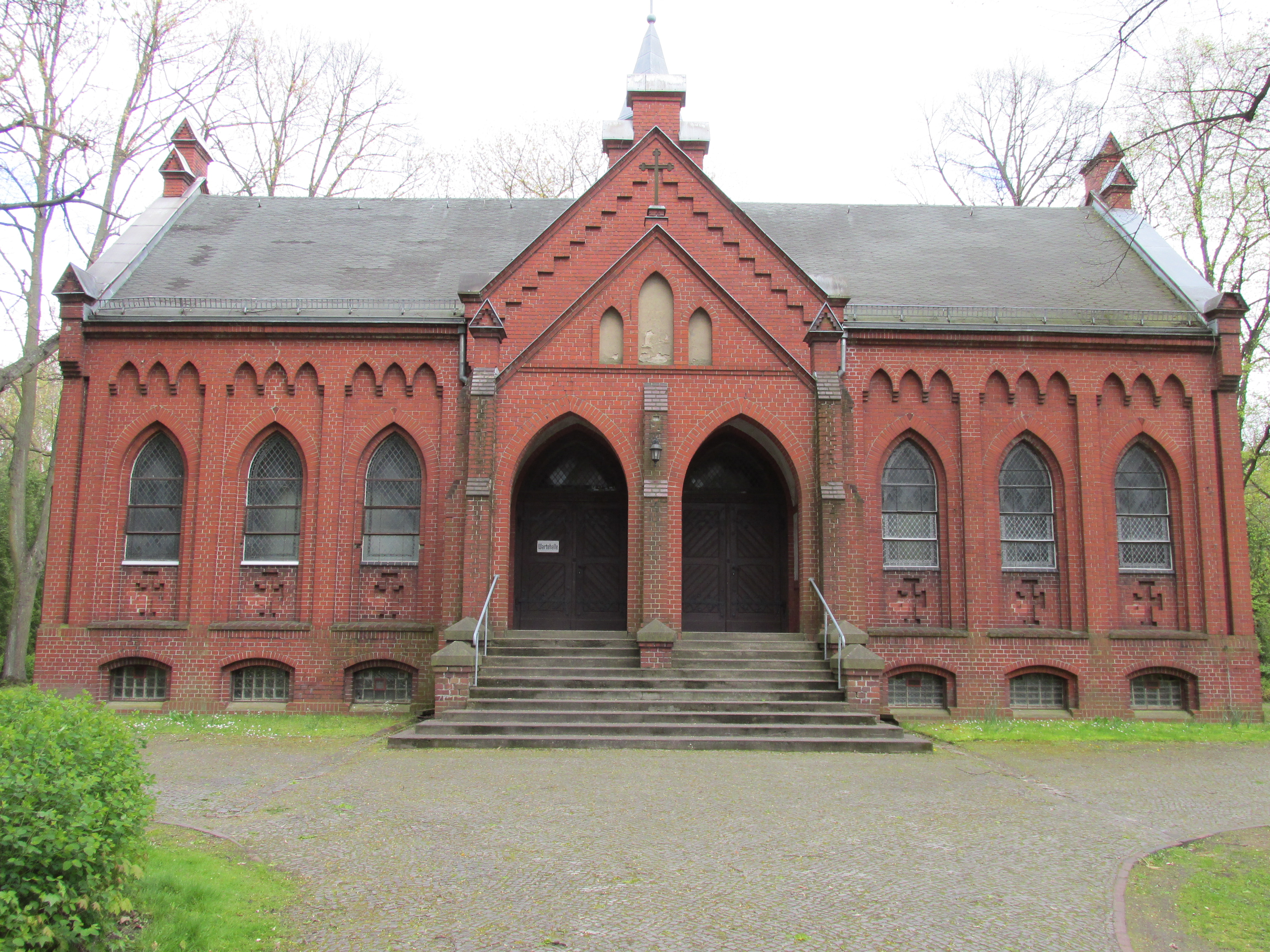
Feierhalle und Kapelle, Friedhof Nordend

- Evangelische Friedhöfe Nordend sind die gemeinsame Einrichtung der Kirchengemeinden von Zions- und Gethsemane- (Prenzlauer Berg), sowie der Himmelfahrtskirche-Friedenskirche (Gesundbrunnen). Sie entstanden um 1900 auf der Rosenthaler Feldmark, der Kolonie Nordend. Als die Teilung Berlins die Trennung der Weddinger Kirchgemeinde bedeutet hätte, wurden 1961 alle drei Friedhöfe organisatorisch als Friedhof Nordend zusammengefasst. Da die Auslastung auf 30 Prozent zurückging, wird für die östlichen Flächen nach anderer Nutzung gesucht.[11] Hildegard Trabant, ein Berliner Maueropfer, wurde hier im Jahr 1964 beigesetzt.[13]
- Sportstadion Nordendarena und Bolle-Sportplatz[14] (Dietzgenstraße 187 und 189): erbaut 1920–1925 und umgebaut 1938/1939[15][16]
- 1928 heißt es in einem Verwaltungsbericht, dass die „David-August-Bolle-Anlage“ an der Blankenfelder Chaussee zur Verminderung der Arbeitslosigkeit erbaut wurde. Da die bereitgestellten Mittel sehr beschränkt waren, konnte nur die Hälfte der in Aussicht genommenen Fläche zu einer Sportanlage umgestaltet werden.[17][18]
- Jugendstil-Kirchsaal Nordend von 1910, erbaut von Fritz Gottlob (Kirchstraße 31)[19]
- Villa im italienischen Landhausstil[20] Schönhauser Straße 42. Zitat: „In Nordend wohnten zu Beginn des 20. Jahrhunderts viele Nervenärzte.“[1]
- Am Nordrand von Nordend, südlich der Blankenfelder Rieselfelder, führte die Industriebahn Tegel–Friedrichsfelde entlang, von der nur noch Bahndamm und Gleisreste zu finden sind.[21]
- Die höchste Erhebung in Nordend ist der Rollberg mit 58,8 Metern.[22] Er liegt nördlich von Am Rollberg in der Kleingartenanlage (KGA) ‚Am Rollberg‘ (vorher: KGA ‚Daheim I‘) südlich vom Rollbergweg (Benennungsabsicht: Liliensteinweg).

## Verkehr
Die Bundesstraße 96a verläuft als die Dietzgenstraße durch Nordend. Die Anbindung mit öffentlichen Verkehrsmitteln erfolgt durch die Buslinien 107 und 124 sowie die Metro-Tram-Linie M1 (die Schillerstraße endet). Knotenpunkte sind die Haltestellen Nordend (M1 und 124), sowie Mittelstraße/Dietzgenstraße (107).
Der ehemalige Güterbahnhof Berlin-Nordend lag an der Industriebahn Tegel–Friedrichsfelde, die seit den 1990er-Jahren stillgelegt ist.